# Borough de Delyn
Pour les articles homonymes, voir Delyn.
Le borough de Delyn (borough of Delyn en anglais) est une ancienne zone de gouvernement local de deuxième niveau du pays de Galles.
Créé au 1er avril 1974 au sein du comté de la Clwyd par le Local Government Act 1972, il est aboli le 31 mars 1996 en vertu du Local Government (Wales) Act 1994. Avec le district d’Alyn and Deeside, son territoire est constitutif du comté du Flintshire institué à partir du 1er avril 1996.

## Géographie
Le territoire du borough relève du comté administratif du Flintshire. Au 1er avril 1974, il constitue, avec les districts d’Alyn and Deeside, de Colwyn, de Glyndŵr, de Rhuddlan et de Wrexham Maelor, le comté de la Clwyd, zone de gouvernement local de premier niveau créée par le Local Government Act 1972,.
Alors que le borough admet 64 133 habitants au recensement de 1981, 65 274 résidents sont comptabilisés lors du recensement de 1991. La superficie du territoire du borough est évaluée à 282,92 km2 en 2001 d’après la circonscription homonyme,,.

## Toponymie
Simplement défini par un ensemble de territoires par le Local Government Act 1972, le borough prend le nom officiel de Delyn en vertu du Districts in Wales (Names) Order 1973, un décret en Conseil du 8 janvier 1973 pris par le secrétaire d’État pour le Pays de Galles,.
Ainsi, le borough tient son appellation du nom de Delyn, contraction de la Dee et de l’Alyn (en), deux rivières traversant le territoire.

## Histoire
Le district de Delyn est érigé au 1er avril 1974 à partir des territoires suivants, :
- borough municipal de Flint ;
- le district urbain de Holywell ;
- le district urbain de Mold ;
- et le district rural de Holywell.

Alors que la notion de borough municipal est abolie par le Local Government Act 1972, le statut de borough est conféré au nouveau district par un décret en Conseil du 26 mars 1974, avec une entrée en vigueur au 1er avril suivant. Dès lors, il est permis à la zone de gouvernement local de s’intituler « borough de Delyn » (borough of Delyn en anglais) tandis que son assemblée délibérante prend le nom de « conseil de borough de Delyn » (Delyn Borough Council en anglais) au sens de la section 21 du Local Government Act 1972,.
Le borough est aboli au 31 mars 1996 par le Local Government (Wales) Act 1994, son territoire relevant désormais du comté du Flintshire au sens de la loi.